# Nawigacja zapachowa
Nawigacja zapachowa – dział wiedzy zajmujący się określaniem bieżącego położenia oraz optymalnej drogi do celu dla ludzi, zwierząt, pojazdów i innych przemieszczających się obiektów (zob. nawigacja) na podstawie sygnałów chemicznych, którymi są cząsteczki odorantów, odbieranych węchem lub z użyciem czujników chemicznych (samodzielnych lub zespołów zorganizowanych np. w elektroniczny nos).
Obszary zastosowań
- poszukiwanie źródeł zapachu,
- śledzenie ścieżki zapachowej,
- śledzenie ścieżki z wykorzystaniem znaczników SLNM.

Ścieżki zapachowe są wykorzystywane np. przez drapieżniki poszukujące ofiar, ryby gromadzące się w pobliżu wędkarskiej zanęty, owady czułe na zapach feromonów wydzielanych przez osobniki przeciwnej płci (lub uwalniane z pułapek feromonowych), zwierzęta migrujące (prawdopodobnie również przez  gołębie pocztowe; ang. olfactory navigation). W kryminalistyce powszechnie wykorzystywany jest węch psów (zob. osmologia). W dziedzinie ochrony środowiska określanie położenia źródła odorantów – metodą olfaktometryczną lub z użyciem elektronicznego nosa) – pozwala zidentyfikować instalacje, których działanie powoduje  nadmierną uciążliwość zapachową w otoczeniu.